# Иван Антипов-Каратаев
Иван Николаевич Антипов-Каратаев (13 септември 1888, Тенеево - 3 юли 1965, Баку) е съветски учен почвовед.
През 1927 г. завършва Московския държавен университет. Член на Академията на науките на Таджикистан (1951), почетен доктор на Софийския университет (1947).
Ръководител е на българо-съветската експедиция през 1947 г. за уточняване на почвените типове в България. Отговорен редактор и съавтор на „Почвите в България“ (1959). Носител на Димитровска награда (1962).